# Majorca Open 1998
Il Majorca Open 1998 è stato un torneo di tennis giocato sulla terra rossa. 
È stata la 4ª edizione dell'Open de Tenis Comunidad Valenciana,
che fa parte della categoria International Series nell'ambito dell'ATP Tour 1998. 
Si è giocato a Maiorca in Spagna,dal 28 settembre al 5 ottobre 1998.

## Campioni

### Singolare
Gustavo Kuerten ha battuto in finale  Carlos Moyá con il punteggio di 6–7 (5–7), 6–2, 6–3

### Doppio
Pablo Albano /  Daniel Orsanic hanno battuto in finale  Jiří Novák /  David Rikl con il punteggio di 7–6, 6–3